# Cylindropuntia anteojoensis
Cylindropuntia anteojoensis ist eine Pflanzenart aus der Gattung Cylindropuntia in der Familie der Kakteengewächse (Cactaceae). Das Artepitheton anteojoensis verweist auf das Vorkommen der Art am Fuß des Cerro El Anteojo im mexikanischen Bundesstaat Coahuila.

## Beschreibung
Cylindropuntia anteojoensis wächst niedrig strauchig, ist dicht verzweigt mit ineinander verwobenen Zweigen und erreicht Wuchshöhen von 0,3 bis 1 Meter. Auf den 2 bis 3 Zentimeter langen Triebabschnitten befinden sich rhombusförmige Höcker. Die länglichen Areolen sind aufwärts zwischen die benachbarten Höcker verlängert. Sie tragen weiße 1 bis 2 Millimeter lange Glochiden. Der einzelne aufrechte schwarze Hauptdorn ist 2,5 bis 7 Zentimeter lang und nur an den obersten Areolen der Triebabschnitte vorhanden. Selten werden einige zusätzliche Dornen von bis zu 4 Millimeter Länge ausgebildet.
Die Blüten sind gelb. Die trocknen Früchte sind 1,5 bis 2,5 Zentimeter lang und erreichen Durchmesser von 1 bis 1,2 Zentimeter. Sie reifen zu reich bedornten Klettfrüchten heran.

## Verbreitung, Systematik und Gefährdung
Cylindropuntia anteojoensis ist im mexikanischen Bundesstaat Coahuila im Gebiet des Bolsón of Cuatro Ciénegas in der Chihuahua-Wüste in Höhenlagen um 800 Metern verbreitet. Das Verbreitungsgebiet erstreckt sich auf insgesamt 7500 Quadratkilometer.
Die Erstbeschreibung als Opuntia anteojoensis von Donald John Pinkava wurde 1976 veröffentlicht. Edward Frederick Anderson stellte die Art im Jahr 2000 in die Gattung Cylindropuntia. Ein nomenklatorisches Synonym ist Grusonia anteojoensis (Pinkava) G.D.Rowley (2006).
In der Roten Liste gefährdeter Arten der IUCN wird die Art als „Vulnerable (VU)“, d. h. als gefährdet geführt. Die Populationen sind durch zunehmende landwirtschaftliche Nutzung der Habitatflächen bedroht und es wird von einer Verringerung des Bestandes ausgegangen.

## Nachweise